# Marquesado de Mendigorría

Escudo de Mendigorría, Provincia de Navarra, donde se libró la Batalla de Mendigorría, que dio origen a este marquesado.

El Marquesado de Mendigorría es un título nobiliario español creado el 18 de julio de 1840 por la reina Isabel II de España a favor de María de la Paz Rodríguez de Valcárcel y O'Conry, en memoria de su hijo, el General "isabelino", Luis Fernández de Córdoba y Rodríguez de Valcárcel.

## Denominación
Su denominación hace referencia a la Batalla de Mendigorría, que se libró en las cercanías de Mendigorría, provincia de Navarra, donde el General Luis Fernández de Córdoba y Rodríguez de Valcárcel obtuvo importante victoria sobre las tropas "carlistas".

## Marqueses de Mendigorría
|                        | Titular                                                 | Periodo                |
| Creación por Isabel II | Creación por Isabel II                                  | Creación por Isabel II |
| ---------------------- | ------------------------------------------------------- | ---------------------- |
| I                      | María de la Paz Rodríguez de Valcárcel y O'Conry        | 1840-1857              |
| II                     | Fernando Fernández de Córdoba y Rodríguez de Valcárcel  | 1857-1883              |
| III                    | Luis Fernández de Córdoba y Remón Zarco del Valle       | 1883-1906              |
| IV                     | Ramón Fernández de Córdoba y Remón Zarco del Valle      | ? -1955                |
| V                      | Fernando Fernández de Córdoba y Álvarez de las Asturias | 1959-                  |
| VI                     | Rafael Fernández de Córdoba y Esteban                   | 1976-actual titular    |

## Historia de los marqueses de Mendigorría
- María de la Paz Rodríguez de Valcárcel y O'Conry (1776-1857), I marquesa de Mendigorría.

1. Casó con José María Fernández de Córdoba y Rojas. Le sucedió su hijo:

- Fernando Fernández de Córdoba y Rodríguez de Valcárcel (1809-1883), II marqués de Mendigorría.

1. Casó con María de la Concepción Remón Zarco del Valle y Balez, hermana de Mariano Remón Zarco del Valle y Balez, I marqués del Zarco, quién había fallecido sin sucesores. Su hijo, Ramón Fernández de Córdoba y Remón Zarco del Valle, fue el II marqués del Zarco. En el marquesado de Mendigorría, le sucedió su otro hijo:

- Luis Fernández de Córdoba y Remón Zarco del Valle, III marqués de Mendigorría.

1. Casó con María de la Concepción López-Roberts y Orlando, III condesa de la Romera. Sin descendientes de este matrimonio. Le sucedió su hermano:

- Ramón Fernández de Córdoba y Remón Zarco del Valle (1865-1955), IV marqués de Mendigorría, II marqués del Zarco.

1. Casó con María Josefa Villate y Vaillant, con quien tuvo a su hijo, Luis Fernández de Córdoba y Villate, que le sucedió como III marqués del Zarco, quién también fue VI marqués de Vega Florida por rehabilitación a su favor en 1953.
2. Casó con María de la O Álvarez de las Asturias Bohorques y Aguilera. Le sucedió, en el marquesado de Mendigorría, su hijo:

- Fernando Fernández de Córdoba y Álvarez de las Asturias,  V marqués de Mendigorría.

1. Casó con María Julia Esteban y González-Quintanilla, IV marquesa de Torrelaguna. Le sucedió su hijo:

- Rafael Fernández de Córdoba y Esteban (n. en 1942),[2]  VI marqués de Mendigorría, V marqués de Torrelaguna.